# Shapinsay
Shapinsay je osmý největší ostrov Orknejí, souostroví u severního pobřeží Skotska. Má plochu 29,5 čtverečních kilometrů, je poměrně nízký a úrodný, proto je většina plochy zemědělsky využívána. Jsou zde dvě přírodní rezervace.
Na Shapinsayi žije zhruba 300 obyvatel, je zde jediná vesnice, Balfour. Spojení se světem zajišťují trajekty, které z Balfouru jezdí do Kirkwallu, hlavního města Orknejí. Nejvýznamnější památkou na ostrově je Balfour castle, zámek dnes přebudovaný na hotel. Dále je zde také menhir a broch Burroughston z doby železné.
Obyvatelstvo se živí hlavně zemědělstvím, zaměstnání v oblasti služeb jsou zde v podstatě jen kvůli turistům.

## Dějiny
Ostrov byl obydlen lidmi už od období mladší doby kamenné, jak je zřejmé z přítomnosti menhirů. Podle Tacita si obyvatelstvo Orknejí podmanil generál Julius Agricola, podle místní pověsti přistál právě na Shapinsayi. Byly zde nalezeny římské mince, ale ty se sem také mohli přivézt obchodníci.